# Винтергартен-хаус
Винтергартен-хаус (нем. Wintergartenhochhaus) — высотное жилое здание в центре немецкого города Лейпциг в федеральной земле Саксония. Второе по высоте сооружение города.
Построенный в 1970—1972 годах как нем. Wohnhochhaus Wintergartenstrasse (=Высотный жилой дом на улице Винтергартенштрассе) и имеющий общую высоту в 106,8 метров, Винтергартен-хаус был самым высоким жилым сооружением ГДР и в настоящее время входит в сотню самых высоких зданий Германии.
Идея возведения высотных зданий в центре Лейпцига была однозначно высказана уже Хубертом Риттером (1886—1967) в конце 1920-х годов при разработке нового перспективного Генерального плана города, и была подтверждена в генплане 1970 года. При этом в плане 1970 года были уже определены конкретные места для строительства, в том числе для «университетской высотки». Вероятно, основной сложностью при этом было выбрать такие архитектурные приёмы, которые позволили бы получить эффектные здания, несмотря на их фактическое расположение «на второй линии».
Архитектурная концепция, предполагавшая возведение трёх идентичных зданий на участке к востоку от Главного вокзала, была разработана в 1967—1968 годах главным архитектором Лейпцига Хорстом Зигелем (нем. Horst Siegel , род. 1934) совместно с Амброссом Гроссом, Фридером Гебхардтом, Гансом-Петером Шмиделем и Манфредом Цумпе, возглавлявшим проектное бюро Берлинского строительного комбината (нем. VEB Wohnungskombinat Berlin), которому было, в итоге, поручено возведение здания. Характерной особенностью Винтергартен-хауса является его внутренняя симметрия, создаваемая шестнадцатью выступающими углами, позволившими разместить на каждом этаже 12 полуоткрытых лоджий; при этом, однако, создаётся впечатление восьмиугольного в плане сооружения. В горизонтальном срезе Винтергартен-хаус напоминает иерусалимский крест. Общий диаметр здания составляет 32,4 м.
Строительство велось методом «скользящей опалубки» и обошлось в 52,88 млн марок, продлилось 26 месяцев и — ввиду сложных геологических условий — потребовало не только устройства сложного бетонного основания, но забивку свай на глубину до 50 м. Из-за значительных затрат на возведение два других аналогичных здания не были реализованы на практике.
В 2004—2005 годах — в преддверии Чемпионата мира по футболу — Винтергартенхаус подвергся комплексной реновации, в ходе которой среди прочего была заменена часть внешней облицовки здания и снесена двухэтажная пристройка—стилобат, в которой размещались ресторан «Дрезден», отделение почты, детский сад и торговый центр.
На вершине здания расположена вращающаяся вдоль своей оси световая реклама Лейпцигской ярмарки, изображающая её эмблему — «двойное М».